# La Carreta
La Carreta (em português:  "A Carroça") é uma obra de arte histórica localizada na cidade de Montevidéu, Uruguai.
Foi esculpida por José Belloni e inaugurada em 14 de outubro de 1934 no Parque José Batlle y Ordóñez em sua localização atual na Av. Dr. Lorenzo Mérola. Construída em bronze sobre uma base de granito rosa, tem 22 metros de comprimento e pesa 150 toneladas.
Consiste em uma carroça puxada por três juntas de bois e dois bois na traseira. À frente deste último, à direita do veículo, um gaúcho a cavalo empunha um aguilhão. O grupo, no topo de uma encosta gramada, avista um lago onde cresce a "paja brava" (em português:  "palha selvagem").
A obra é inspirada nos gaúchos, na vida rural e no antigo transporte de cargas antes da chegada do automóvel e da ferrovia.

## História
José Belloni recebeu o Prêmio de Produção Artística do Ministério da Instrução Pública em 1919 por esta obra. Em 1928, o governo uruguaio adquiriu esta escultura e a fundiu em bronze.
Mas não havia nenhuma fundição no país com capacidade suficiente para a tarefa. Então, decidiu-se fazê-la, sob a direção de José Belloni, na "Fundição Artística Ferdinando Marinelli", em Florença, Toscana (Itália), um dos berços da arte mundial, em 1930.
José Belloni viajou para a Itália em 1929 com sua família (esposa e filho) com a maquete de La Carreta em escala 1/3. Levou um ano para transformá-la em um modelo monumental e fundi-la nas oficinas florentinas de Marinell. Para cobrir suas despesas, o cônsul uruguaio na Itália lhe ofereceu uma exposição. Ele expôs quatro obras de bronze, nas quais o Duce Benito Mussolini, primeiro-ministro do Reino da Itália com poderes ditatoriais desde 1922, se destacou, e adquiriu várias das obras em exposição.

Fotografia da inauguração do monumento "La Carreta" no Parque José Batlle y Ordoñez

Informado dos méritos da obra, o Duce ordenou que o envio da obra para o Uruguai fosse adiado. Convocou Belloni para negociar a venda da obra, pela qual estava disposto a pagar o que pedisse, oferecendo-se inclusive para encomendar outras obras. O ditador queria que a obra fosse exposta na Itália, pois era e é uma obra magnífica. O artista José Belloni não queria nem podia fazer nada a respeito, pois já a havia vendido ao Estado uruguaio. A única coisa que o ditador Mussolini conseguiu foi uma exposição de 30 dias no Palácio de Exposições de Florença. Finalmente, a transferência para Montevidéu foi organizada graças à mediação do cônsul uruguaio na Itália, G.A. Fraschetti Ruiz, e a obra foi inaugurada em 14 de outubro de 1934. Foi declarada Monumento Histórico Nacional pela Resolução do Poder Executivo nº 1170/76, publicada em 15 de setembro de 1976, por proposta da Comissão do Patrimônio Histórico, Artístico e Cultural da Nação.
Em 2011, foi reinaugurado após um processo de restauração a pedido da família Belloni e da Prefeitura de Montevidéu. Recursos foram disponibilizados para a restauração do monumento. Após lamentáveis atos de vandalismo envolvendo roubo de bronze, seja por malícia ou por desconhecimento dos cuidados com a obra, foi restaurada ao seu estado original pelos artistas José Alberto Belloni (neto de José Belloni), Yanet Chango Bruzzone, ambos escultores, os irmãos Fernández, ambos moldadores, e o fundidor Miguel Laborde.